# Lumièrepark
Het Lumièrepark is een park in de Filmwijk van Almere Stad. Het park ligt op de oostelijke oever van het Weerwater. De naam van het park is afgeleid van Louis Lumière, een uitvinder op filmgebied.
Het noordelijke deel van het Lumièrepark is een stedelijk park met bomenrijen en weiden met uitzicht op het Weerwater. Het zuidelijke deel oogt als een natuurlijk bosgebied. Bij het Lumièrestrand is een afgescheiden deel van het Weerwater geschikt gemaakt als zwemwater. Door het graven van de stadsgracht werd het park verbonden met het Weerwater. Het natuurbos kwam hiermee op een eiland te liggen. De vrijgekomen grond werd gebruikt voor de aanleg van een landtong in het Weerwater. Hierop zijn in de loop der jaren spontaan wilgen gaan groeien. In het natuurbos bevinden zich drie speciaal voor het park ontworpen bruggen. De oever van het park is door steenstort beschermd tegen het Weerwater.
Het gebied bestond vanaf 1981 uit bosvakken die waren omgeven door bospercelen. In 2000 werd het gebied opnieuw ingericht waarbij paden, speelvoorzieningen, zitgelegenheden en bruggen werden geplaatst, zodat er een meer parkachtige beplanting werd bereikt. Vanaf het Fongerspad kunnen is uitzicht op de oevers van het Weerwater en de stadsgracht.
In 2018 en 2019 werd door het park een breed en geasfalteerd fiets- en voetgangerspad aangelegd, als onderdeel van een toekomstige fiets- en wandelroute om het Weerwater. Aansluitend werd in september 2021 de Weerwaterbrug opgeleverd, een fiets- en voetgangersbrug die de Filmwijk via het Lumièrepark verbindt met het terrein van de Floriade 2022. De brug blijft tijdens de Floriade gesloten en zal pas na beëindiging van de wereldtuinbouwtentoonstelling in gebruik worden genomen als toegang tot de geplande woonwijk op het Floriadeterrein en onderdeel van het Rondje Weerwater.

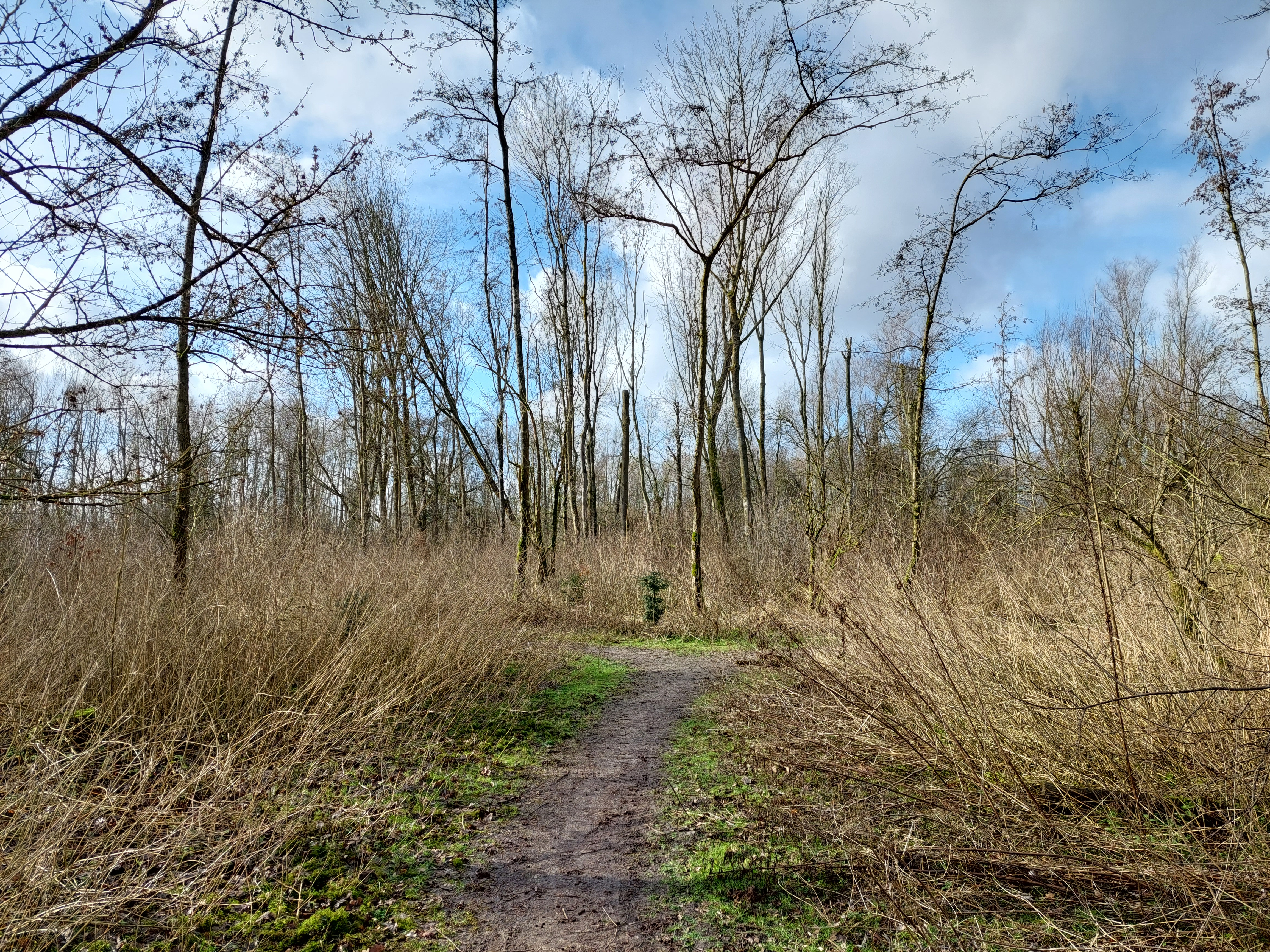
Natuurbos in het Lumièrepark
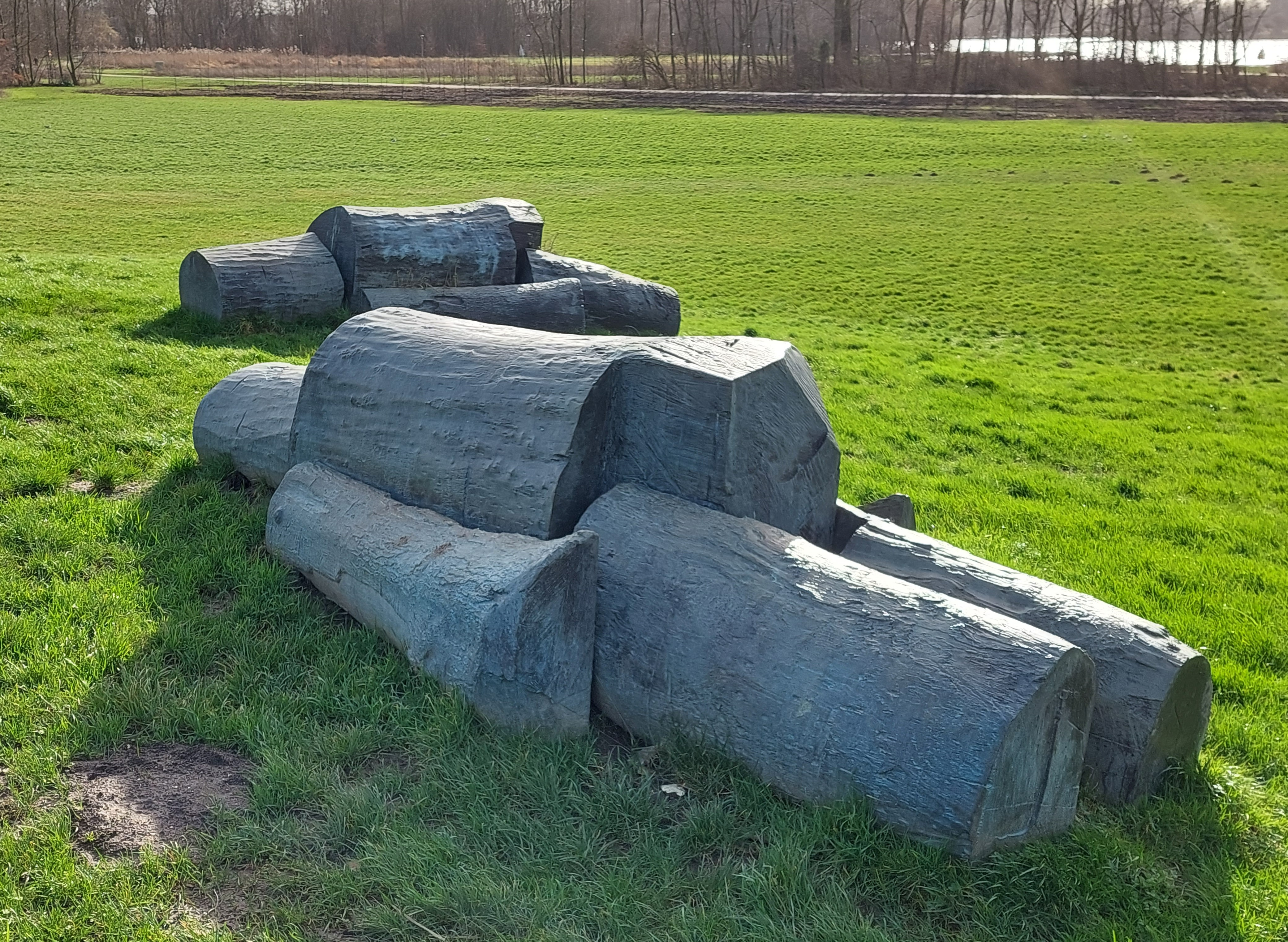
De Appelhouten Mannen van Tom Claassen

Beatrixpark ·
Beginbos ·
Bos der Onverzettelijken ·
Cascadepark ·
Den Uylpark ·
Ebenezer Howardpark ·
Hannie Schaftpark ·
Homeruspark ·
Stadslandgoed de Kemphaan ·
Kromslootpark ·
Lage Vaartoever ·
Laterna Magikapark ·
Leeghwaterplas ·
Lumièrepark ·
Meridiaanpark ·
Muzenpark ·
Noorderleede Oever ·
Oostelijke Groene Wig ·
Overgooische Zoom ·
Polderpark ·
Vroege Vogelbos ·
Westelijke Groene Wig